# Radulina orthophylla
Radulina orthophylla là một loài Rêu trong họ Sematophyllaceae. Loài này được (Besch.) B.C. Tan, T.J. Kop. & D.H. Norris mô tả khoa học đầu tiên năm 2005.